# Jernbaneverket
Jernbaneverket (VKM: JBV) byla norská státní organizace, která vykonávala funkci správce a provozovatele státní železniční infrastruktury. Oficiální sídlo organizace bylo v Hamaru, ale vedení společnosti sídlilo v Oslo. Organizační složkou JBV bylo mj. Norské železniční muzeum.

## Železniční síť JBV
Organizace provozovala všechny veřejné železniční tratě v Norsku, včetně trati Ofotbanen, která není propojena se zbytkem sítě JBV, ale se švédskou železniční sítí. Všechny železniční tratě mají normální rozchod (1435 mm) a jejich celková délka činí 4114 km. Z toho 2552 km je elektrizovaných a 227 km dvoukolejných.

## Historie
JBV byla zřízena 1. prosince 1996, kdy byly státní železnice Norges Statsbaner rozděleny na obchodní společnost NSB (provozovatel drážní dopravy), JBV a Norský železniční inspektorát. Do 1. července 1999 pak ještě měly JBV a NSB společného ředitele a představenstvo. K 31. prosinci 2016 byla činnost JBV ukončena a provozovatelem norské železniční sítě se stala nová organizace Bane NOR.